# Flory Van Donck
Flory Van Donck (Tervuren, 23 giugno 1912 – 14 gennaio 1992) è stato un golfista belga, considerato il più grande golfista belga di tutti i tempi.
Nel corso della sua carriera ha vinto più di 60 tornei, ed è detentore di un primato che condivide con il francese Auguste Boyer: è stato infatti vincitore di ben quattro edizioni dell’Italian Open.

## Biografia
Nato a Tervuren nel 1912, Van Donck diventa professionista nel 1931, all’età di 19 anni. 
Nel 1936 e nel 1937 vince il Dutch Open, battendo l’inglese Francis Francis ad Hilversum, e poi l'anno successivo Boyer a Kennemer.
Ma è in Italia che dimostra molte delle sue doti quando, nel 1938, si impone nell'edizione dell'Open d'Italia al Circolo del Golf di Villa d’Este a Como, precedendo con 276 colpi Pulvio Travaini.
Vince il torneo di casa al Royal Golf Club of Belgium a Ravenstein battendo Max Faulkner, dopo il secondo posto del 1935 dietro Bill Branch che lo batte al playoff nonostante un giro di 65 colpi (-8), record che ancora detiene. In totale sono cinque i successi ottenuti davanti al pubblico di casa.
Dopo la pausa forzata per la Seconda Guerra Mondiale, vince in Olanda e Belgio, per trionfare nuovamente in Italia nel 1947 al Golf Club di Sanremo. Nel 1953 a Villa d’Este e nel 1955 a Venezia porta a quattro il record di Italian Open vinti, poi nel British Open conclude al secondo posto in due edizioni: nel 1956 quando lo precede Peter Thomson, e nel 1959 a Muirfield quando si impone il sudafricano Gary Player.
Un altro record è quello del 1953, quando conquista ben 7 tornei in terra europea, primato che condivide con l’australiano Norman Von Nida.
Nel 1962, quando ha ormai cinquant'anni, vince la prima edizione della Lancia d’Oro al Golf Club di Biella.
Una carriera longeva che si conclude nel 1979 alla World Cup, manifestazione a squadre che lo aveva visto vincitore nel 1960 a Portmarnock, battendo nell'occasione un altro mito del golf come Arnold Palmer.

## Tornei vinti
- 1936 Dutch Open
- 1937 Dutch Open
- 1938 Italian Open
- 1939 Belgian Open
- 1946 Belgian Open, Dutch Open
- 1947 Manchester Evening Chronicle Tournament, Belgian Open, Italian Open
- 1951 Dutch Open, Silver King Tournament, North British-Harrogate Tournament
- 1952 Southern Professional Championship
- 1953 Belgian Open, Dutch Open, German Open, Italian Open, Swiss Open, Silver King Tournament, Yorkshire Evening News Tournament
- 1954 French Open, Uruguayan International Golf Championship
- 1955 Italian Open, Portuguese Open, Swiss Open
- 1956 Belgian Open, German Open
- 1957 French Open, Venezuela Open (Feb)
- 1958 French Open
- 1960 Canada Cup (titolo individuale), Omnium of Belgium
- 1962 Lancia d'Oro
- 1963 Omnium of Belgium
- 1964 Omnium of Belgium
- 1965 Omnium of Belgium
- 1966 Omnium of Belgium
- 1968 Omnium of Belgium
- Belgian Professional Championship: 16 vittorie
- Professional Tournament of the Alliance: 10 vittorie

## Risultati nei 2 Major disputati
| Major                 | 1938 | 1939 |
| --------------------- | ---- | ---- |
| The Masters           |      |      |
| The Open Championship | CUT  |      |

| Major                 | 1940 | 1941 | 1942 | 1943 | 1944 | 1945 | 1946 | 1947 | 1948 | 1949 |
| --------------------- | ---- | ---- | ---- | ---- | ---- | ---- | ---- | ---- | ---- | ---- |
| The Masters           |      |      |      | NT   | NT   | NT   |      |      |      |      |
| The Open Championship | NT   | NT   | NT   | NT   | NT   | NT   | T28  | T21  | T7   | CUT  |

| Major                 | 1950 | 1951 | 1952 | 1953 | 1954 | 1955 | 1956 | 1957 | 1958 | 1959 |
| --------------------- | ---- | ---- | ---- | ---- | ---- | ---- | ---- | ---- | ---- | ---- |
| The Masters           |      |      |      |      |      |      |      |      | T32  |      |
| The Open Championship | T9   | T24  | 7    | T20  | T10  | T5   | 2    | T5   | T5   | T2   |